# Zvonko Kusić
Zvonko Kusić, hrvaški zdravnik, pedagog in akademik, * 1946, Zagreb.
Kusić je bil predavatelj na Medicinski fakulteti v Zagrebu; je član Hrvaške akademije znanosti in umetnosti (bivše Jugoslovanske akademije znanosti in umetnosti, 2010-18 je bil tudi njen predsednik) in Akademije za medicinske znanosti Hrvaške.